# Capeta tridens
Espèce
Capeta tridens est une espèce d'araignées aranéomorphes de la famille des Salticidae.

## Distribution
Cette espèce est endémique de l'État de Bahia au Brésil,.

## Description
Le mâle holotype mesure 4,65 mm et la femelle paratype 4,80 mm, les mâles mesurent de 3,70 à 4,65 mm et les femelles de 3,70 à 4,80 mm.

## Publication originale
- Ruiz & Brescovit, 2005 : Three new genera of jumping spider from Brazil (Araneae, Salticidae). Revista Brasileira de Zoologia, vol. 22, no 3, p. 687-695 (texte intégral).